# Салмони
Салмо̀ни или Ку̀кура (на гръцки: Σαλμώνη, до 1915 Κούκουρα, Кукура) е село в Западна Гърция, част от дем Пиргос. Според преброяването от 2001 година Салмони има 801 жители.

## Личности
Родени в Салмони
- Антим Русас (1934 - 2025), гръцки духовник